# Geschichte meiner Flucht

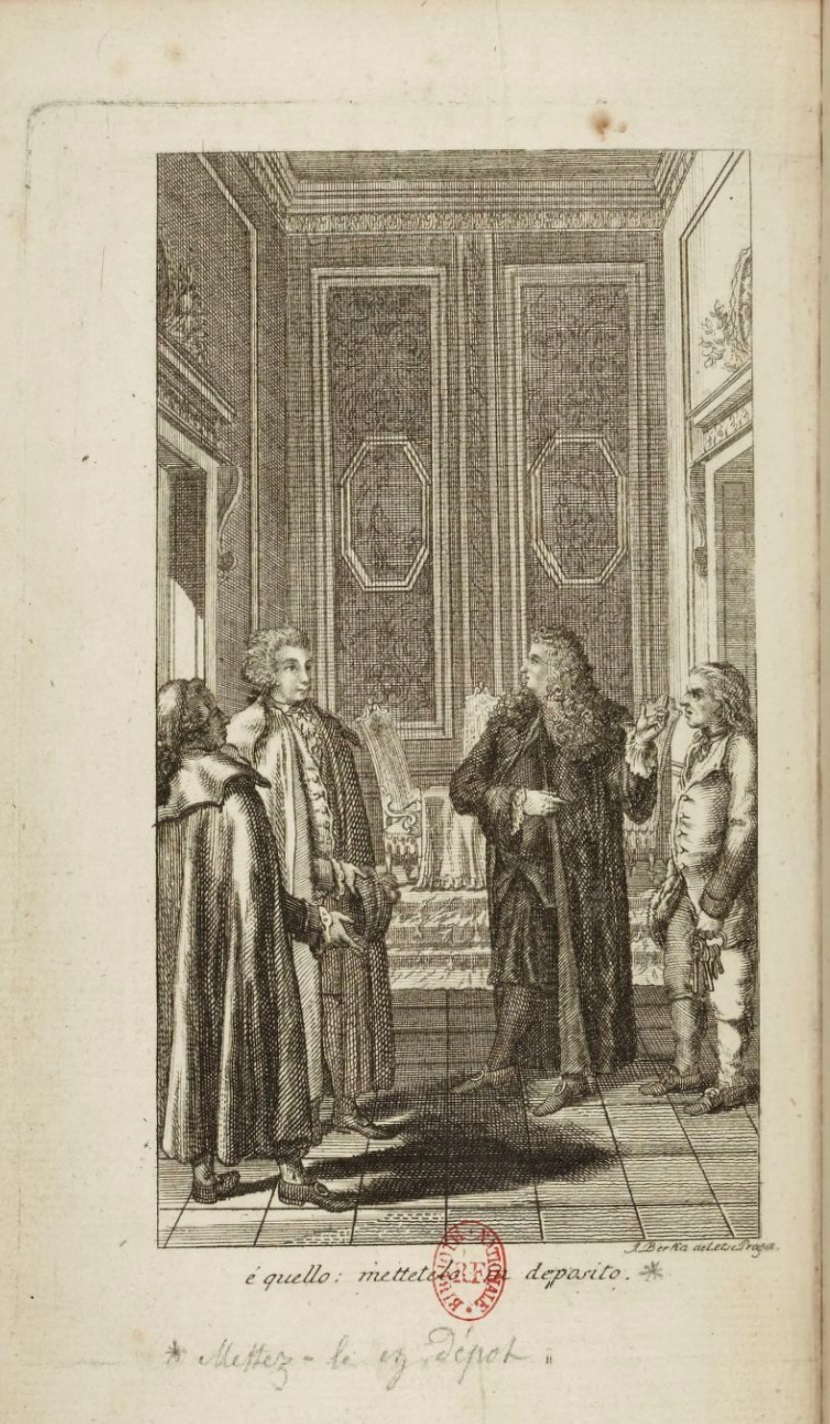
Frontispiz aus Histoire de ma fuite des prisons mit einer Szene der Gefangennahme, 1788

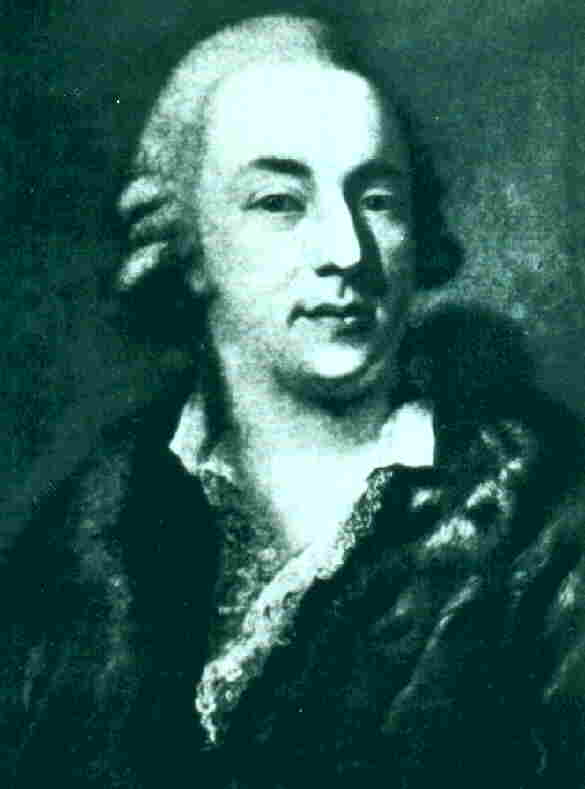
Porträt des Giacomo Casanova, Alessandro Longhi (1733–1813)

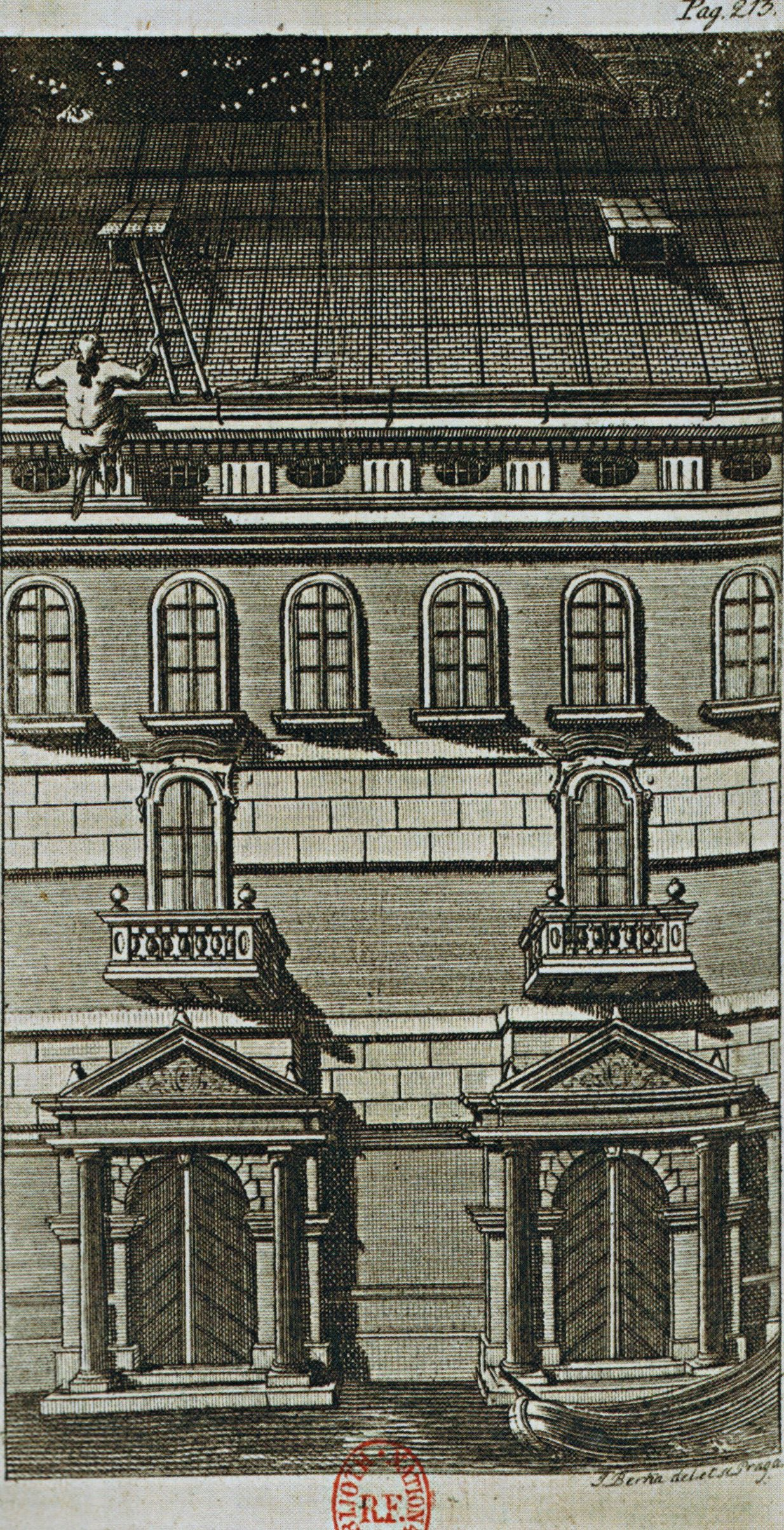
Kupferstich aus Histoire de ma fuite des prisons, 1788

Geschichte meiner Flucht aus den Gefängnissen der Republik von Venedig, die man die Bleikammern nennt (Originaltitel: Histoire de ma fuite des prisons de la République de Venise qu’on appelle les Plombs) ist der Titel eines autobiografischen Werkes des venezianischen Schriftstellers und Abenteurers Giacomo Casanova (1725–1798), der sich selber Chevalier de Seingalt nannte. Das Buch erschien erstmals im Jahr 1788 in Leipzig in französischer Sprache.

## Inhalt
Giacomo Casanova erzählt in Form eines Abenteuerromans seine Flucht aus dem Gefängnis des Dogenpalastes in Venedig, den sogenannten „Bleikammern“ (italienisch Piombi).
Der Autor beschreibt seine Gefangenschaft, die in den frühen Morgenstunden des 26. Juli 1755 im Gefängnis des Dogenpalastes begann, zu jener Zeit ein ‚Hochsicherheitsgefängnis‘ für politische Gefangene des Rates der Zehn und der venezianischen Staatsinquisition. Die Gründe, die zu der Verhaftung durch den venezianischen Polizeichef (Capitan Grande oder Messer Grande) Matteo Varutti führten, bleiben ungeklärt und sind noch heute Gegenstand kontroverser Diskussion; vermutet werden Gotteslästerung, der Besitz verbotener Bücher, verbotene Kontakte mit Ausländern oder Freimaurerei.
Die Bleikammern, ein Komplex von sieben Zellen im Ostflügel des Palastes, galten als äußerst ausbruchsicher und waren bekannt als Gefängnis mit schrecklichen Haftbedingungen. Die Zellen befanden sich unter dem damals bleigedeckten Dach des Dogenpalastes. Die Bleiplatten führten in den ungeheizten Zellen zu sehr niedrigen Temperaturen während der Wintermonate und zu extremer Hitze im Sommer.
Casanova begann bereits kurz nach seiner Verhaftung im Juli 1755 mit der Planung seiner Flucht. Ein erster Versuch scheiterte, weil er kurz zuvor in eine andere Zelle verlegt wurde. Erst der zweite Versuch verlief erfolgreich, in der Nacht vom 31. Oktober zum 1. November 1756, gemeinsam mit einem Mitgefangenen, dem Somaskerpater Marino Balbi.
Es gelang Casanova, sich notwendiges Werkzeug zu beschaffen und aus seiner Zelle durch ein Loch in der Decke auf den Dachboden zu steigen. Er gelangte auf das Dach und ließ sich von dort durch ein Dachfenster zurück in einen anderen Bereich des Palastes herab. Getarnt durch seine elegante Kleidung, die er zum Zeitpunkt seiner Verhaftung trug, verließ er den Palast durch einen der Haupteingänge, den ihm die Palastwache öffnete.
An Bord einer Gondel erreichten Casanova und Balbi zunächst die Stadt Mestre auf dem italienischen Festland. Von dort setzte Casanova seine Flucht fort über Trient, Bozen und München nach Paris, wo er im Januar 1757 eintraf.

## Wirkungsgeschichte
Die Nachricht seiner spektakulären Flucht machte Casanova bereits Ende der 1750er Jahre, dreißig Jahre vor der Veröffentlichung des Werkes, zu einer Berühmtheit im vorrevolutionären Europa, obwohl viele Zeitgenossen Zweifel an Casanovas Version der Flucht hegten.
Die folgenden Jahre führten Casanova durch die Schweiz, Deutschland, Frankreich, Spanien, England, Österreich, die Niederlande, Polen, das heutige Tschechien und Russland. Er kam in Kontakt mit bedeutenden Zeitgenossen aus Politik, Kunst und Wissenschaft. Erst im Jahr 1774 konnte er, nach achtzehnjähriger Verbannung, in seine Heimatstadt zurückkehren.
Die Niederschrift seines Werkes schloss er erst im Jahr 1787 ab, auf Schloss Duchcov (Dux) in Böhmen, heute Tschechien. Heute ist man sicher, dass Casanovas Darstellung nicht ganz frei erfunden sein kann; es sind Dokumente bekannt, die viele Einzelheiten seiner Erzählung bestätigen. Durch die detaillierten Schilderungen, die präzis beschriebenen Orte und Personen bildet die Erzählung ein wichtiges kulturgeschichtliches Zeugnis des 18. Jahrhunderts.
Die Erzählung wurde von Casanova in seinem Opus magnum erneut aufgegriffen, seinen zwölfbändigen Memoiren (Geschichte meines Lebens), die postum ab 1822 erschienen.

### Textausgaben

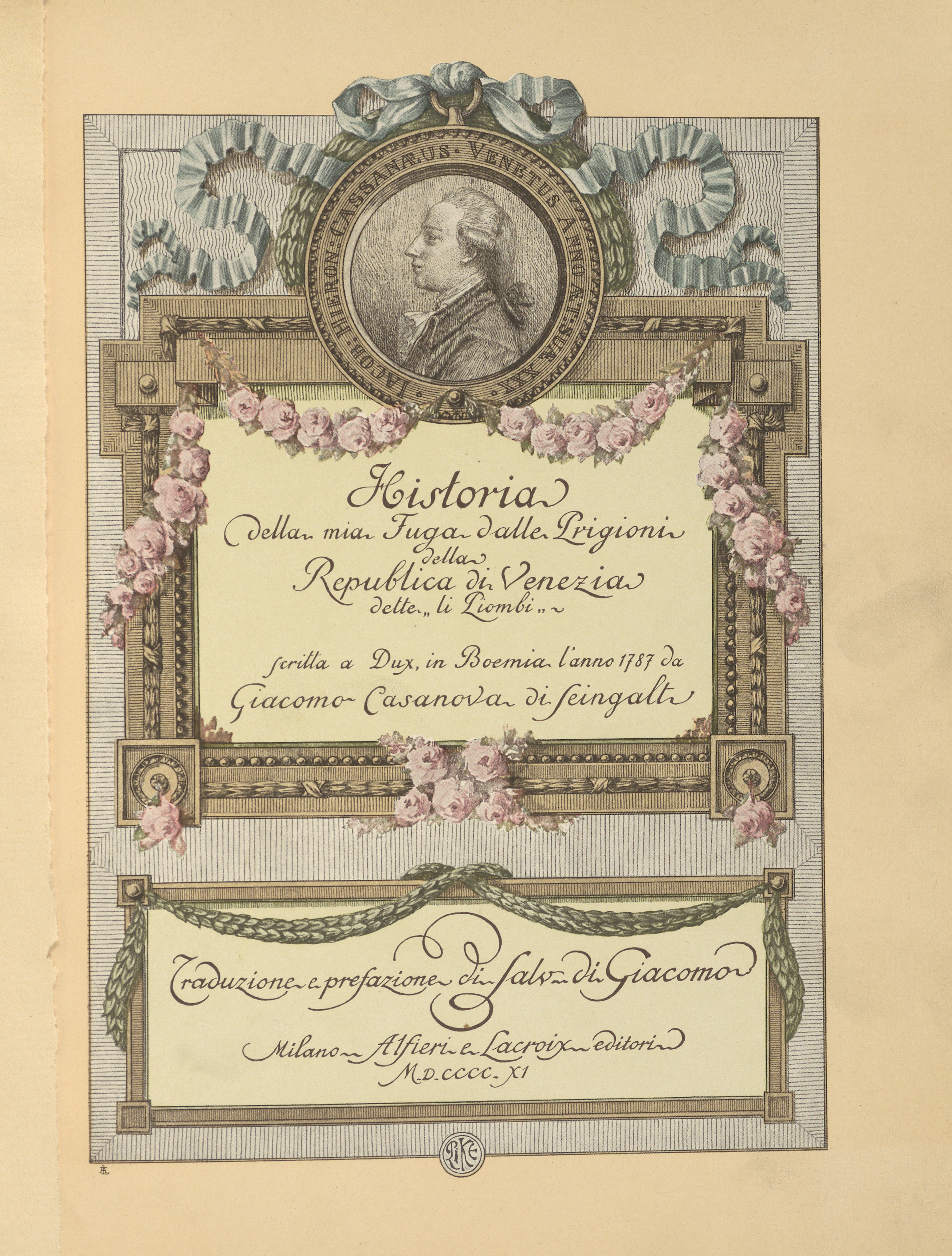
Titelblatt einer Übersetzung ins Italienische von 1911

- Jacques Casanova de Seingalt: Histoire de ma fuite des prisons de la République de Venise qu’on appelle les Plombs. Ecrite a Dux en Boheme l’année 1787. Schönfeld, Leipzig 1788
- Giacomo Girolamo Casanova: Meine Flucht aus den Staatsgefängnissen zu Venedig, die Piombi genannt. Übersetzung durch Christian Andreas Behr, 1. Auflage, Gottlieb Heinrich Illgen, Gera und Leipzig 1797
- Giacomo Girolamo Casanova: Meine Flucht aus den Staatsgefängnissen zu Venedig, die Piombi genannt. 2. Auflage, Gottlieb Heinrich Illgen, Gera und Leipzig 1799
- Giacomo Casanova: Meine Flucht aus den Bleikammern von Venedig. Die Geschichte meiner Flucht aus dem Gefängnis der Republik Venedig, den sogenannten Bleikammern, niedergeschrieben in Dux in Böhmen im Jahre 1787, aus dem Französischen von Ulrich Friedrich Müller und Kristian Wachinger, 2. Auflage, C. H. Beck, München 2012, ISBN 978-3-406-63330-0

### Sekundärliteratur
- Till Bastian: Der Coup zu Allerheiligen. In: Berliner Zeitung, 4. November 2006.
- Horst Albert Glaser (Hrsg.): Die Wende von der Aufklärung zur Romantik 1760–1820. Band 1, John Benjamins Publishing, Amsterdam 2001, ISBN 90-272-3447-7
- Marion M. Helmes (Hrsg.): Mythen in Moderne und Postmoderne: Weltdeutung und Sinnvermittlung. Weidler, Berlin 1995, ISBN 3-925191-70-4
- Gerhard Jelinek: Affären, die die Welt bewegten. Ecowin, Salzburg 2011, S. 97–104, ISBN 978-3-7110-0014-9
- Hermann Kesten: Die Lust am Leben. Boccaccio, Aretino. Casanova. Desch, München 1968
- Carina Lehnen: Das Lob des Verführers. Über die Mythisierung der Casanova-Figur in der deutschsprachigen Literatur zwischen 1899 und 1933. Igel Verlag, Paderborn 1995, ISBN 3-89621-007-6
- Heinz von Sauter: Der wirkliche Casanova. Engelhorn-Verlag, Stuttgart 1987, ISBN 3-87203-020-5